# Shō (instrumento musical)

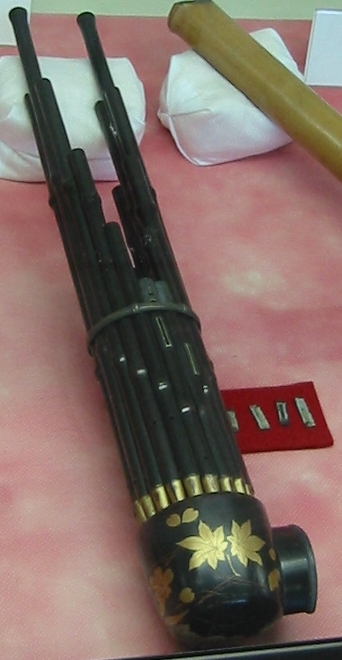
A shō in Gifu Castle Museum

O Shō é um aerofone de palheta livre japonês. Sua origem é chinesa e sua introdução no Japão se deu no período Nara (710 - 794). É semelhante ao Sheng, mas de tamanho menor e construção de rabos mais simples. Consiste em 17 tubos delgados de bambu, cada um com sua própria palheta de metal na base. Dois dos tubos não produzem som, embora pesquisas sugiram que já tenham sido usados em música durante o período Heian.
Diz-se que o som do instrumento imita o canto da Fênix e por esta razão os tubos do shō são esteticamente dispostos de modo a forma duas "asas" simétricas. Como no sheng chinês, os tubos são cuidamente afinados com cera. Como a umidade no interior do shō impede a emissão do som, os instrumentistas são frequentemente vistos a aquecê-lo sobre um pequeno braseiro a carvão enquanto não estão tocando.
O instrumento produz som quando o instrumentista exala ou inala através do instrumento, o que permite tocar por longos períodos sem interrupções. O shō é um dos três principais instrumentos de sopro utilizados no gagaku, a música da corte imperial japonesa. Sua técnica tradicional no gagaku envole o uso de clusters chamados aitake, que se movem gradualmente de um para o outro, acompanhando a melodia.
Um shō de tamanho maior, chamado u (derivado do Yu chinês ), é menos usado, embora alguns instrumentistas, como Hiromi Yoshida, o tenham trazido novamente ao uso no século XX.